# ㄅㄧㄅㄧ樂園
ㄅㄧㄅㄧ樂園，是台灣南部一座已停業遊樂園及動物園。原址位於高雄市大樹區 （時為高雄縣大樹鄉）。1992年開始營業。

## 簡介
該園由王品集團創辦人戴勝益所創設，曾是高雄縣的知名觀光景點之一，用標會所得，向二、三十個朋友募資一千萬元，再加另二位創始股東的一千萬元，成立時的資本額為三千萬元。是台灣第一家引進鴕鳥的樂園，遊客可在園區騎乘鴕鳥，開啟騎鴕鳥的娛樂風潮。1993年，「ㄅㄧㄅㄧ樂園」改制為「大非洲野生動物園」，2001年停業。現為嘉南羊乳經營之「華一休閒農場」。